# タラール・アル＝ブルーシー
タラール・アル＝ブルーシー（アラビア語: طلال البلوشي、Talal Al BloushiまたはTalal AlBalushi、1986年5月22日-）は、カタールの元プロサッカー選手。現役時代のポジションはMF、DF。サッカーカタール代表、元同U-23代表。
日本語では、 「タラル・アル・ブルシ」、「タラル・アル・ブルーシ」「タラル・アリ・H・アルブルシ」などとも表記される。

## 来歴

### クラブ
2002年にアル・サッドSCに加入し2004年初出場、サウジのアル・シャバブ（アル・シャバーブ）にレンタル移籍していた2009年1月から同年6月を除き2016年までアル・サッドでプレーした。2016年にアル・アラビに移籍した。
AFCチャンピオンズリーグ2011の優勝メンバーで、FIFAクラブワールドカップ2011出場。

### 代表
北京五輪予選出場。
AFCアジアカップ2007、同2011及びガルフカップ2009、同2010、同2013出場。